# Junna
 (novembre 2019).
Si vous disposez d'ouvrages ou d'articles de référence ou si vous connaissez des sites web de qualité traitant du thème abordé ici, merci de compléter l'article en donnant les références utiles à sa vérifiabilité et en les liant à la section « Notes et références ».
L'empereur Junna (淳和天皇, Junna Tennō) ou empereur Sai (Sai Tennô) 786 – 11 juin 840) était le cinquante-troisième empereur du Japon selon l'ordre traditionnel de la succession, et a régné de 823 à 833.

## Généalogie
Junna était un fils de l'empereur Kammu, et le jeune frère des empereurs Heizei et Saga. Son nom personnel était prince Otomo.

### Impératrice, consorts et descendance
- Princesse Koshi, sa demi sœur, née 789, morte 809; fille de l'empereur Kammu et de Fujiwara no Otomuro; titrée impératrice posthume; dont
  - Prince Tsuneyo, ° 806; mort 826
  - Princesse Ujiko, née vers 807, morte 885; princesse vestale d'Ise de 823 à 827
  - Princesse Yushi, morte 862
  - Princesse Sadako, morte 834

- Princesse Seishi (Masako), sa nièce. Née en 810, fille de l'empereur Saga par Tachibana no Kachiko, mariée en 823, Impératrice (kōgō) en 823, nonne en 840, morte en 879; dont il eut 3 fils:
  - Prince Tsunesada, né en 825 ; prince héritier en 833 ; destitué en 842 ; mort en 884.
  - Prince Tsunefusa, né 830, mort 842
  - Prince Motosada, mort 869

- Nagahara no Motohime, épouse impériale (nyogo)
- Tachibana no Ujiko, fille de Tachibana no Nagana; épouse impériale (nyogo)
- Fujiwara no Kiyoko, fille de Fujiwara no Nagaoka
- Princesse Otsugu, née 787, morte 847
- Onakatomo no Yasuko, fille de Onakatomi no Fuchiio, dame de la cour, mère de
  - Prince Yoshisada, mort 848
- Ono no Takako, fille de Nono no Masao; dame de la cour, mère de
  - Princesse Hiroko, morte 869
- Tachibana no Funeko, fille de Tachibana no Kiyono; dame de la cour, mère de
  - Princesse Takaiko, morte 848
- Tajihi no Ikeko, fille de Tajihi no Kadonari, dame de la cour, mère de
  - Princesse Tomoko, morte 860
- Kiyohara no Haruko, fille de Kiyohara no Natsuno, dame de la cour, mère de
  - Princesse Meishi, morte 854

## Biographie
Après la rébellion de l'empereur Heizei, Junna devient le prince héritier de l'empereur Saga, qui abdique en sa faveur en 823.
Dix ans plus tard, Junna se retire dans sa résidence de l'Ouest (le Junna-in) et laisse le trône au prince Masara le second fils de Saga, qui devient l'empereur Nimmyō.

### Kugyō (公卿)
- Empereur Junna　(淳和天皇), r. 823-833  -- kugyō de Junna-tennō
  - Sadaijin, Fujiwara no Fuyutsugu　(藤原冬嗣),　825-826
  - Sadaijin, Fujiwara no Otsugu　(藤原緒嗣),　832-843
  - Udaijin, Fujiwara no Otsugu　(藤原緒嗣),　825-832
  - Udaijin, Kiyohara no Natsuno　(清原夏野),　832-837